# マシロ
マシロ（英: MASHIRO、朝: 마시로、1999年12月16日 - ）は、日本出身のアイドル。本名は坂本舞白（さかもと ましろ）。韓国のガールズグループMADEINのメンバー。Kep1erの元メンバー。143エンターテインメント所属。

## 略歴

### 日本での活動
日本の芸能事務所ユニオンエンタテインメントに所属していたが、現事務所への移籍時期は不明である。
2011年12月、読者モデルとして学研「ピチレモン」2012年1月号に掲載。
2012年5月13日、舞台『ギャル内閣』に官房長官の宮崎雪乃役で出演。
2012年7月-12月、ガールズユニット「α bubby's（アルファバビーズ）」として活動し、サブリーダーを務める。
2013年1月、週プレNEWS「ガチで味比べ！ 本当にうまい“非常食”はどれだ？」に登場。
2013年3月30日-31日、舞台『二代目 ギャル内閣』に総理大臣の新堂結心役で主演。 
2013年5月4日-6日、マナ役として出演した日本初のキッズダンス映画『SHAKE HANDS』のプレミアム上映舞台挨拶に登壇。
2013年5月、モデルとして週刊ヤングジャンプ24号「YJプレゼントページ」に掲載。

### 韓国での活動
2016年、JYPエンターテインメントの第12期練習生オーディションを受け、2位という成績で合格。
その後、JYPエンターテインメントの練習生として約2年間の練習生生活を送り、Mnetのサバイバルオーディション番組「Stray Kids」に女性練習生2チームのメンバーとして出演。
2018年、ガールズグループITZYのデビューメンバーとして最終候補まで残るもデビューはできず、JYPエンターテインメントを退社した。
2021年、日本に帰国して生活を送っていたが、アイドルの夢を諦めることができず、韓国に戻って143エンターテインメント所属の練習生となる。
7月18日、サバイバルオーディション番組『Girls Planet 999』の参加者として発表された。
10月22日、『Girls Planet 999』の最終話が放送。最終順位8位となり、ガールズグループ「Kep1er」の一員としてデビューすることが決定した。
2022年1月3日、ミニアルバム『FIRST IMPACT』をリリースしてKep1erとしてデビュー。
2024年7月4日、個人インスタグラムを開設。
7月16日、2年6ヶ月の活動期間を終えてイェソと共にKep1erとしての活動を終了。
7月29日、143エンターテインメントの新ガールズグループMADEINのメンバーとなる。

## 人物
- 1999年12月16日生まれ、血液型はAB型。
- 父と母との3人家族で、一人っ子。
- MBTIはISFPで、Kep1erの中では数少ないI（内向）型であったが、MADEINリーダーとなりISFJ（擁護者）となった。
- 過去にJYPエンターテインメントの練習生だったため、ITZYのメンバーやNiziUのマコ、元IZ*ONEのチェヨンと親交がある[11][12]。
- 趣味は散歩と寝ること。猫が好きで「ちょこ」と「ぷー」という2匹の猫を実家で飼っている。デビュー前に放送されたリアリティ番組『Kep1er View』では実家から猫のひげが送られてきたほど大切な存在となっている[13]。
- 特技は料理、ダンス、ぼーっとすること。

## 出演

### テレビ番組
- Girls Planet 999（2021年8月6日 - 10月22日、Mnet）

### ラジオ
- MASHIROのRISE UP RADIO（2024年10月5日 - 、ニッポン放送）

### 映画
- SHAKE HANDS（2013年8月10日、スパイラルプランニング） - マナ 役